# Mirasadulla Mirkasimov
 (août 2021).
Mirasadulla Mirkasimov (en azéri : Mir Əsədulla Mir Ələsgər oğlu Mirqasımov), né le 17 novembre 1883 à Bakou et mort le 19 juillet 1958 dans la même ville, est un chirurgien azerbaïdjanais, premier président de l'Académie des sciences de la RSS d'Azerbaïdjan (1945-1947).

## Carrière
En 1913, Mirasadulla Mirkasimov est diplômé de la faculté de médecine de l'Université impériale de Nouvelle-Russie à Odessa.
Il est le fondateur de l'enseignement médical moderne et de la science en Azerbaïdjan.
En 1927, il devient docteur es sciences en médecine et en 1945 Académicien de l'Académie des sciences de la RSS d'Azerbaïdjan. Il est l'un des organisateurs de l'Académie des sciences d'Azerbaïdjan et de l'Université de médecine. Il est le premier scientifique-chirurgien azerbaïdjanais.

## Activité scientifique
Son activité scientifique principale visait à étudier l'étiologie de la lithiase urinaire, la péritonite purulente, l'anesthésiologie, la traumatologie, l'urologie et les problèmes d'actualité de la chirurgie. Il est l'un des premiers auteurs d'articles scientifiques et de manuels en azerbaïdjanais sur la chirurgie générale.
Scientifique émérite d'Azerbaïdjan, il a reçu l'Ordre de Lénine, deux fois l'Ordre du Drapeau rouge du travail, l'Ordre de l'Étoile rouge et des médailles.
Il a publié six monographies et manuels ainsi que cinquante articles scientifiques.
M. Mirabdullaev était l'organisateur de l'école scientifique de chirurgie médicale en Azerbaïdjan.

## Descendance
- Fils - Mir-Ali Mir-Kasimov, sculpteur, artiste émérite de la RSS d'Azerbaïdjan, artiste du peuple de la RSS d'Azerbaïdjan
- Fils - Oktay Mir-Kasimov, réalisateur et scénariste, Artiste du peuple de la République d'Azerbaïdjan.
- Petite-fille - Ayan Mir-Kasimova, actrice, Artiste émérite de la République d'Azerbaïdjan.